# 30 iulie
ianuarie • februarie • martie  • aprilie  • mai  • iunie  • iulie  • august  • septembrie  • octombrie  • noiembrie  • decembrie
30 iulie este a 211-a zi a calendarului gregorian și a 212-a zi în anii bisecți. Mai sunt 154 de zile până la sfârșitul anului.

## Evenimente

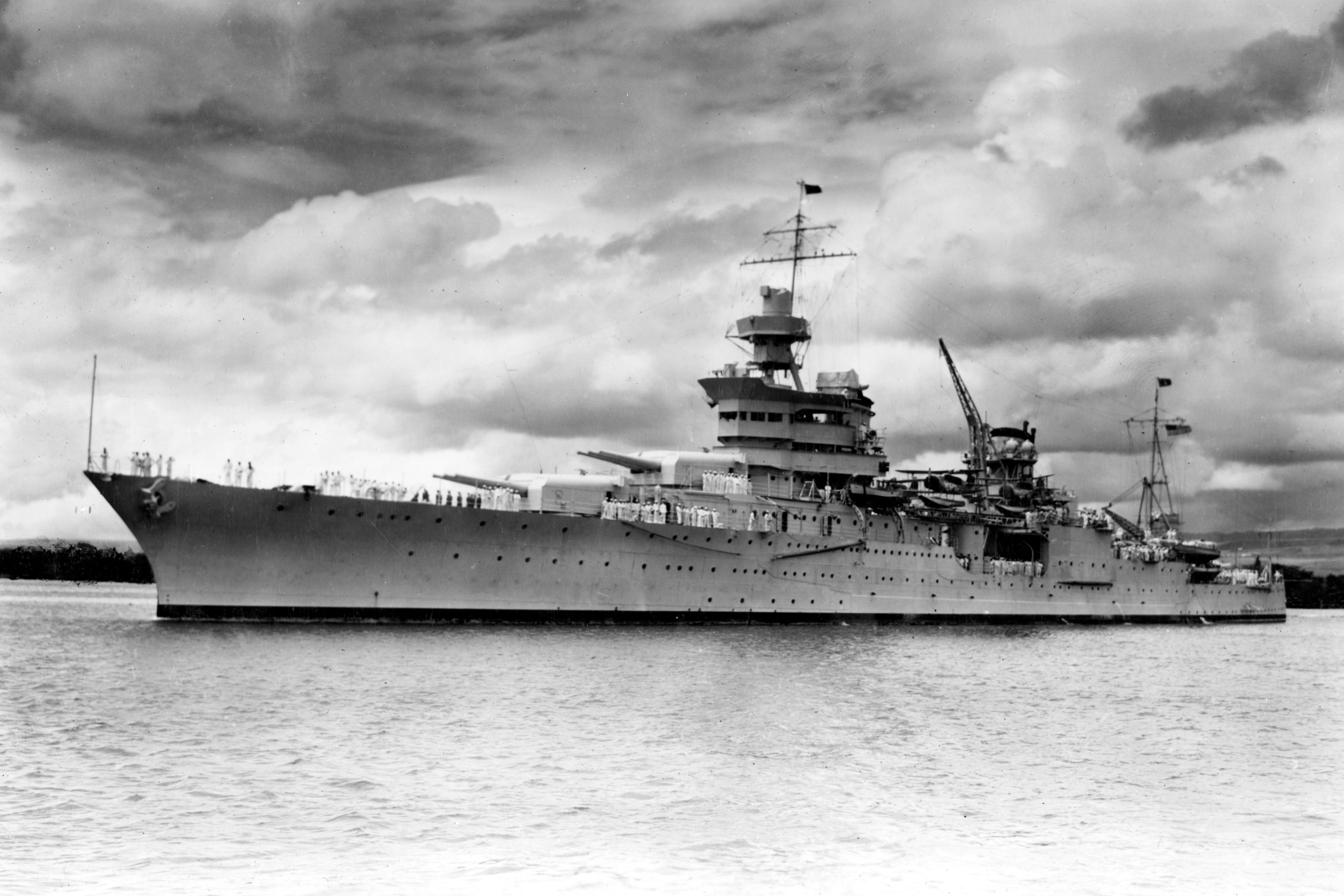
1945: Vasul american Indianapolis este scufundat de submarinul japonez I-58, omorând 883 de oameni; cea mai mare pierdere din istoria marinei americane.

- 0762: Orașul Bagdad este fondat de califul Al-Mansur.
- 1619: În Virginia sunt aduși, din Africa, primii sclavi negri.
- 1656: Forțele suedeze sub comanda regelui Carol X Gustav înving forțele polono-lituaniene în bătălia de la Varșovia.
- 1811: Părintele Miguel Hidalgo y Costilla, lider al insurgenței mexicane, este executat de spanioli la Chihuahua, Mexic.
- 1903: A început al II-lea Congres al Partidului Muncitoresc Social Democrat din Rusia. În cadrul acestuia s-a produs sciziunea "bolșevicilor" (majoritari) Lenin, Troțki, Martov, de "menșevici" (minorotari) (Plehanov, Axelrod).
- 1912: Împăratul Meiji moare și este succedat de fiul său, Yoshihito, care este cunoscut ca Împăratul Taishō.
- 1930: La Montevideo, Uruguay câștigă primul Campionat Mondial de Fotbal.
- 1932: Se deschid Jocurile Olimpice de vară la Los Angeles, California.
- 1941: Al Doilea Război Mondial: Guvernul polonez aflat în exil și Stalin semnează un acord de ajutor mutual în lupta împotriva lui Hitler, ce include și o amnistie pentru cetățenii polonezi deprivați de libertate pe teritoriu sovietic și formarea unei armate poloneze sub comanda generalului Wladyslaw Anders, eliberat dintr-o închisoare din Moscova.
- 1945: Al Doilea Război Mondial: Submarinul japonez I-58 aflat sub comanda lui Mochitsura Hashimoto scufundă vasul american USS Indianapolis. Comandamentul Forțelor Navale nu a avut cunoștință de scufundarea navei până când n-au fost reperați supraviețuitori trei zile și jumătate mai târziu. Din cei 1196 membri ai echipajului au supraviețuit 321.
- 1966: Pe stadionul Wembley, Anglia câștigă Campionatul Mondial de Fotbal; după un 2-2 la sfârșitul celor 90 de minute, Anglia învinge Germania cu 4-2.
- 1970: La Arad s-a desfășurat primul meci internațional de fotbal feminin din România: Foresta Arad - Olimpia Zdar Nad Sazavou, Cehoslovacia.
- 1975: A început Conferința la nivel înalt pentru securitate și cooperare în Europa, de la Helsinki.
- 1980: Knessetul a adoptat legea prin care Ierusalimul a fost declarat capitală a statului Israel.
- 2020: Este lansată cu succes misiunea Mars 2020.

## Nașteri
- 1511: Giorgio Vasari, pictor și arhitect italian (d. 1574)
- 1549: Ferdinando I de' Medici, Mare Duce de Toscana (d. 1609)
- 1641: Reinier de Graaf, biolog olandez (d. 1673)
- 1683: Sofia Albertine de Erbach-Erbach, Ducesă de Saxa-Hildburghausen (d. 1742)
- 1769: Frederic al VI-lea, Landgraf de Hesse-Homburg (d. 1829)

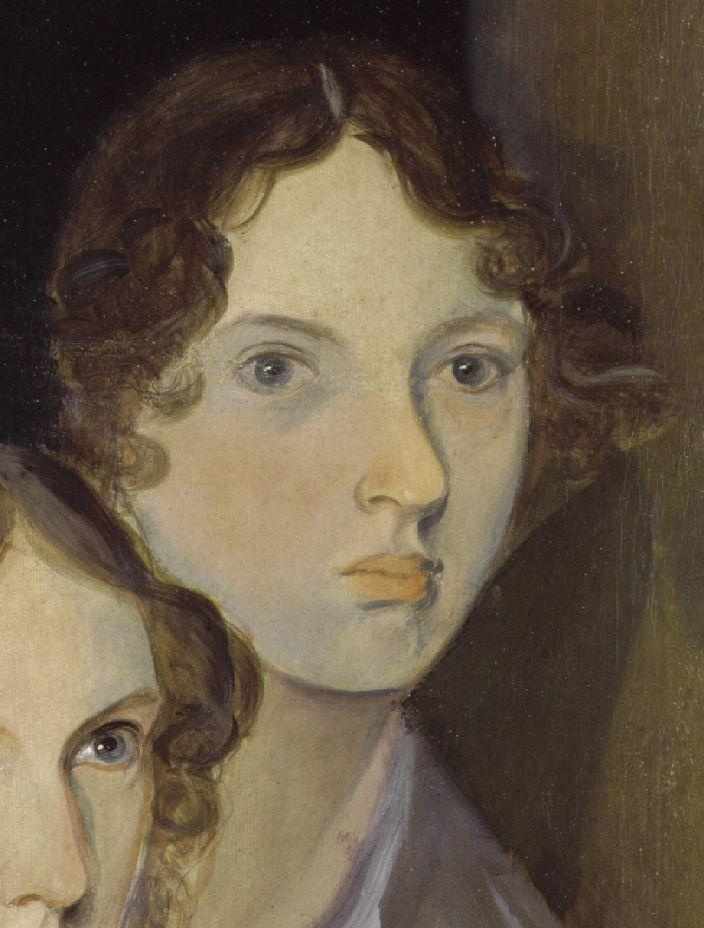
Emily Brontë, nuvelistă britanică
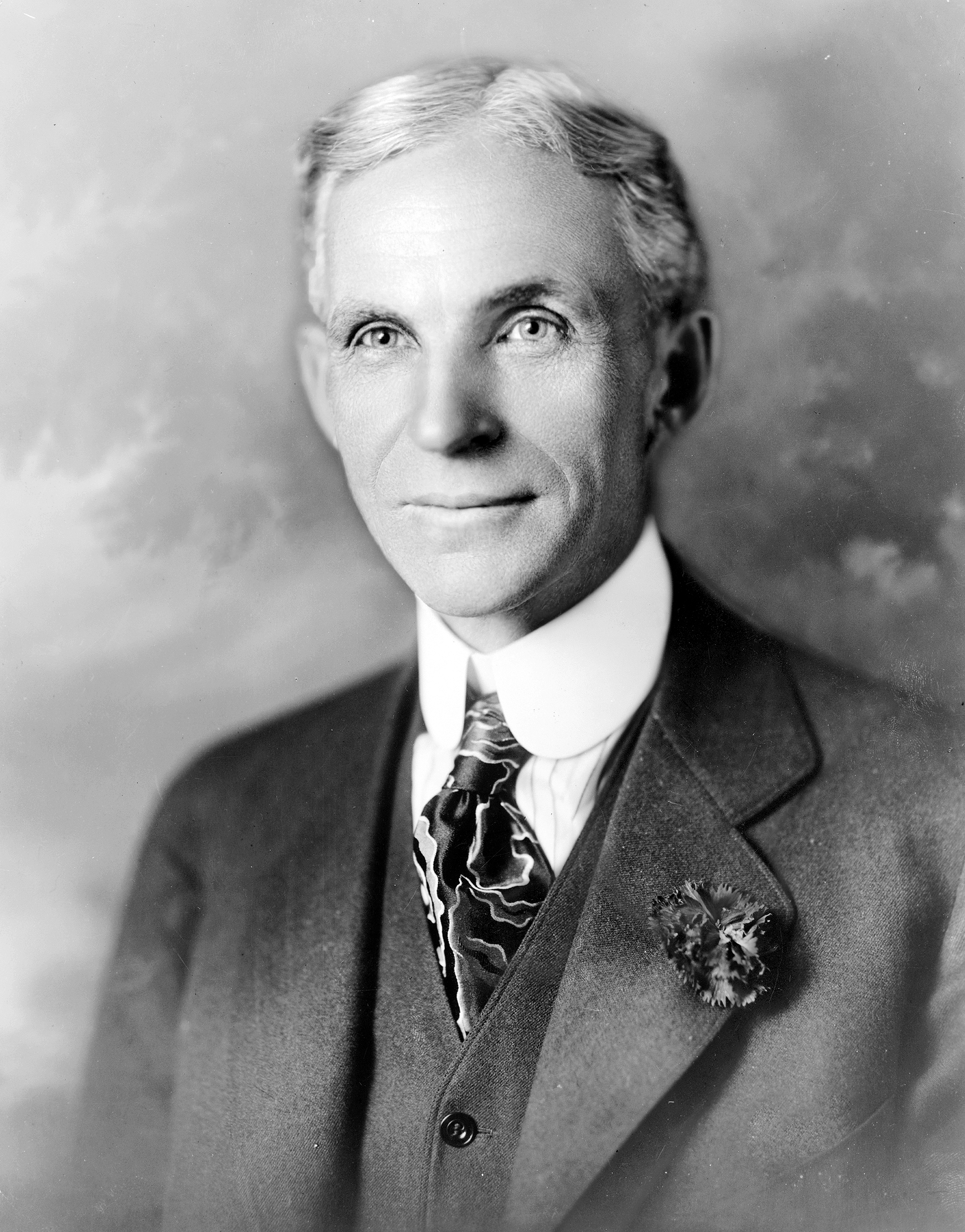
Henry Ford, industriaș american
Păstorel Teodoreanu, scriitor român

- 1817: Alexandru Orăscu, arhitect, inginer, matematician (d. 1894)
- 1818: Emily Brontë, nuvelistă britanică (d. 1848)
- 1855: Georg Wilhelm von Siemens, industriaș german, fiul lui Werner von Siemens (d. 1919)
- 1857: Thorstein Veblen, economist și sociolog american (d. 1929)
- 1860: Émile Jourdan, pictor francez (d. 1931)
- 1862: Nikolai Iudenici, general rus (d. 1933)
- 1863: Henry Ford, industriaș american (d. 1947)
- 1872: Prințesa Clémentine a Belgiei (d. 1955)
- 1888: Werner Jaeger, profesor german (d. 1961)
- 1898: Henry Moore, sculptor și pictor britanic (d. 1986)
- 1894: Păstorel Teodoreanu (n. Alexandru Osvald Teodoreanu), scriitor, poet, avocat și publicist român (d. 1964)
- 1897: Constantin Atanasiu, inginer electromecanic român (d. 1963)
- 1904: Salvador Novo, scriitor mexican (d. 1974)
- 1914: Béatrix Beck, scriitoare franceză, câștigătoare a Premiului Goncourt în 1952 (d. 2008)
- 1922: Miron Białoszewski, poet polonez (d. 1983)
- 1922: Ana Pop-Corondan, cântăreață de folclor (d. 2005)
- 1923: Dipa Nusantara Aidit, politician indonezian (d. 1965)
- 1939: Peter Bogdanovich, regizor, scenarist, actor, producător, critic și istoric de film american (d. 2022)
- 1945: Patrick Modiano, scriitor francez

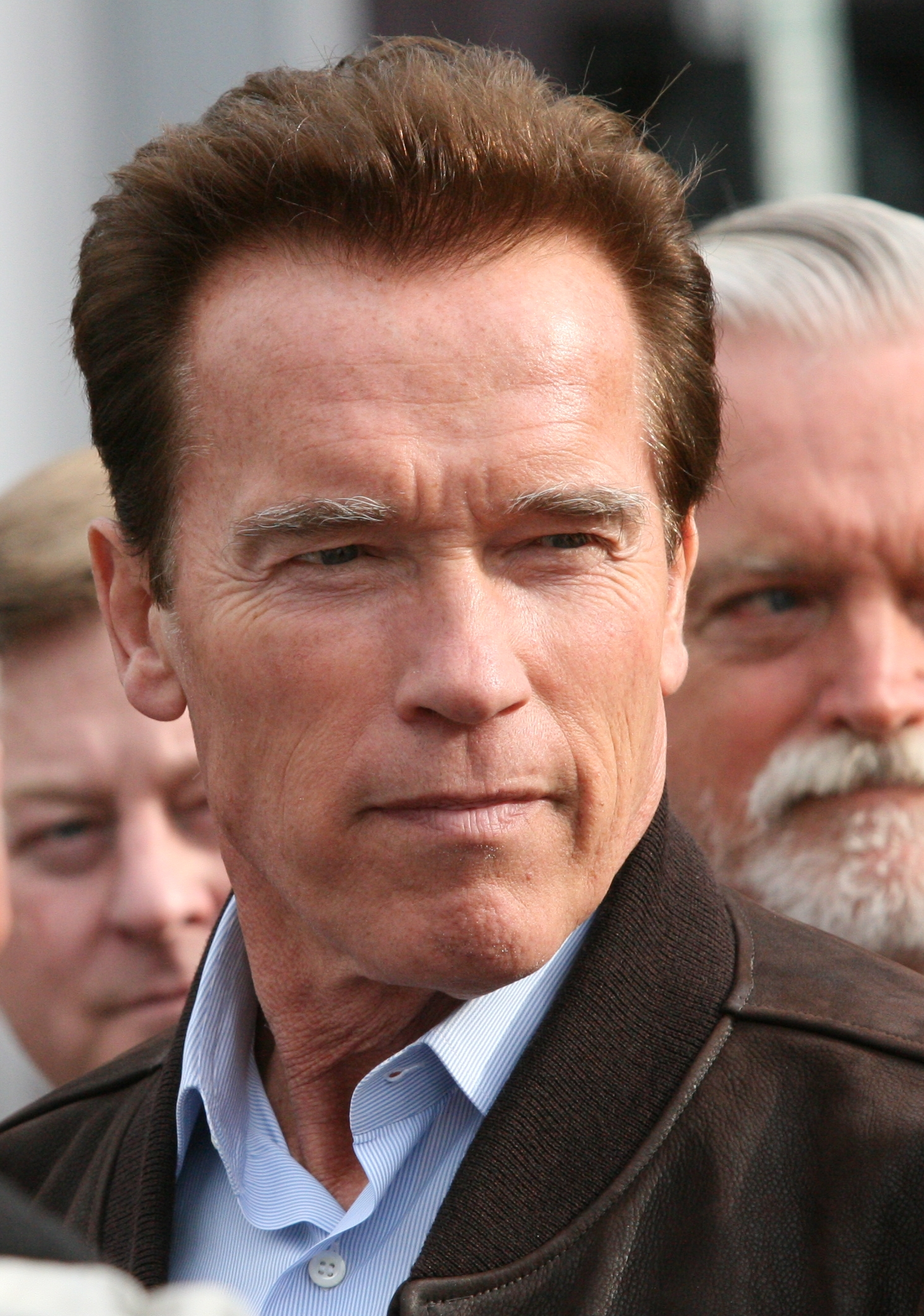
Arnold Schwarzenegger, actor american
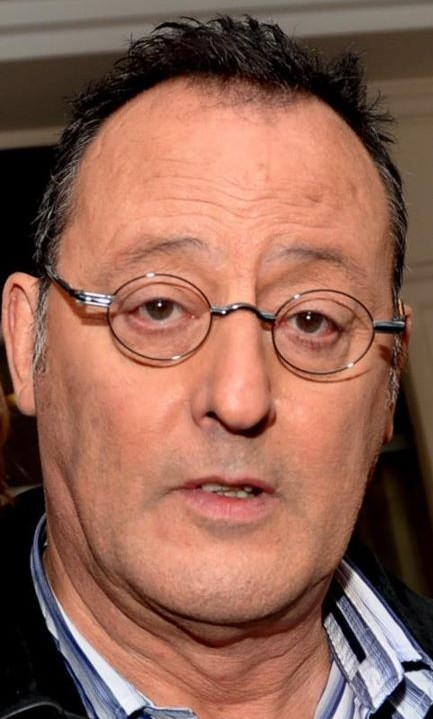
Jean Reno, actor francez
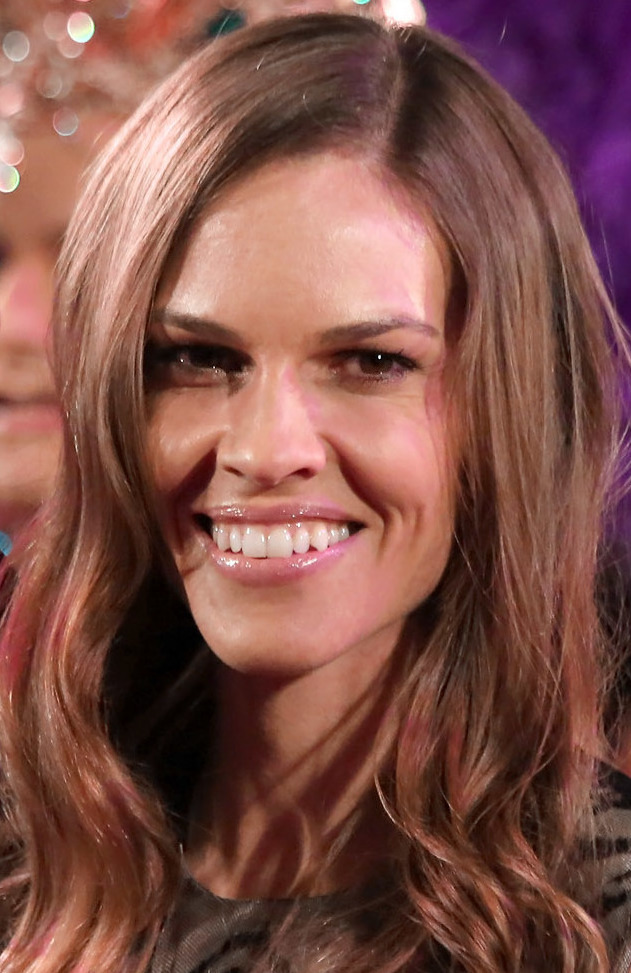
Hilary Swank, actriță americană

- 1947: Françoise Barré-Sinoussi, viroloagă și medic francez, a descoperit HIV, laureată a Premiului Nobel (2008)
- 1947: Arnold Schwarzenegger, actor american de origine austriacă
- 1948: Jean Reno, actor francez
- 1952: Ilie Ilașcu, politician român de origine basarabeană
- 1958: Kate Bush, cântăreață britanică
- 1959: Abdullah Shah, rege al Malaeziei (2019-2024)
- 1961: Laurence Fishburne, actor, scenarist, regizor și producător american de film
- 1963: Lisa Kudrow, actriță, producătoare, comediană, cântăreață și scriitoare americană
- 1964: Vivica A. Fox, actriță americană
- 1964: Jürgen Klinsmann, fotbalist și antrenor german
- 1968: Terry Crews, actor și fost jucător de fotbal american
- 1969: Simon Baker, actor australian
- 1970: Dean Edwards, comediant american
- 1970: Christopher Nolan, regizor american
- 1973: Ümit Davala, fotbalist turc
- 1974: Hilary Swank, actriță americană
- 1982: Yvonne Strahovski, actriță australiană
- 1983: Cristian Molinaro, fotbalist italian
- 1985: Elena Gheorghe, cântăreață română
- 1999: Thomas Pidcock, ciclist britanic

## Decese
- 0579: Papa Benedict I
- 1652: Charles Amadeus, Duce de Nemours, lider militar francez (n. 1624)
- 1683: Maria Tereza a Spaniei, regină a Franței, soția lui Ludovic al XIV-lea al Franței (n. 1638)
- 1771: Thomas Gray, poet englez (n. 1716)
- 1898: Otto von Bismark, cancelar german (n. 1815)
- 1900: Alfred, Duce de Saxa-Coburg și Gotha, tatăl reginei Maria a României (n. 1844)

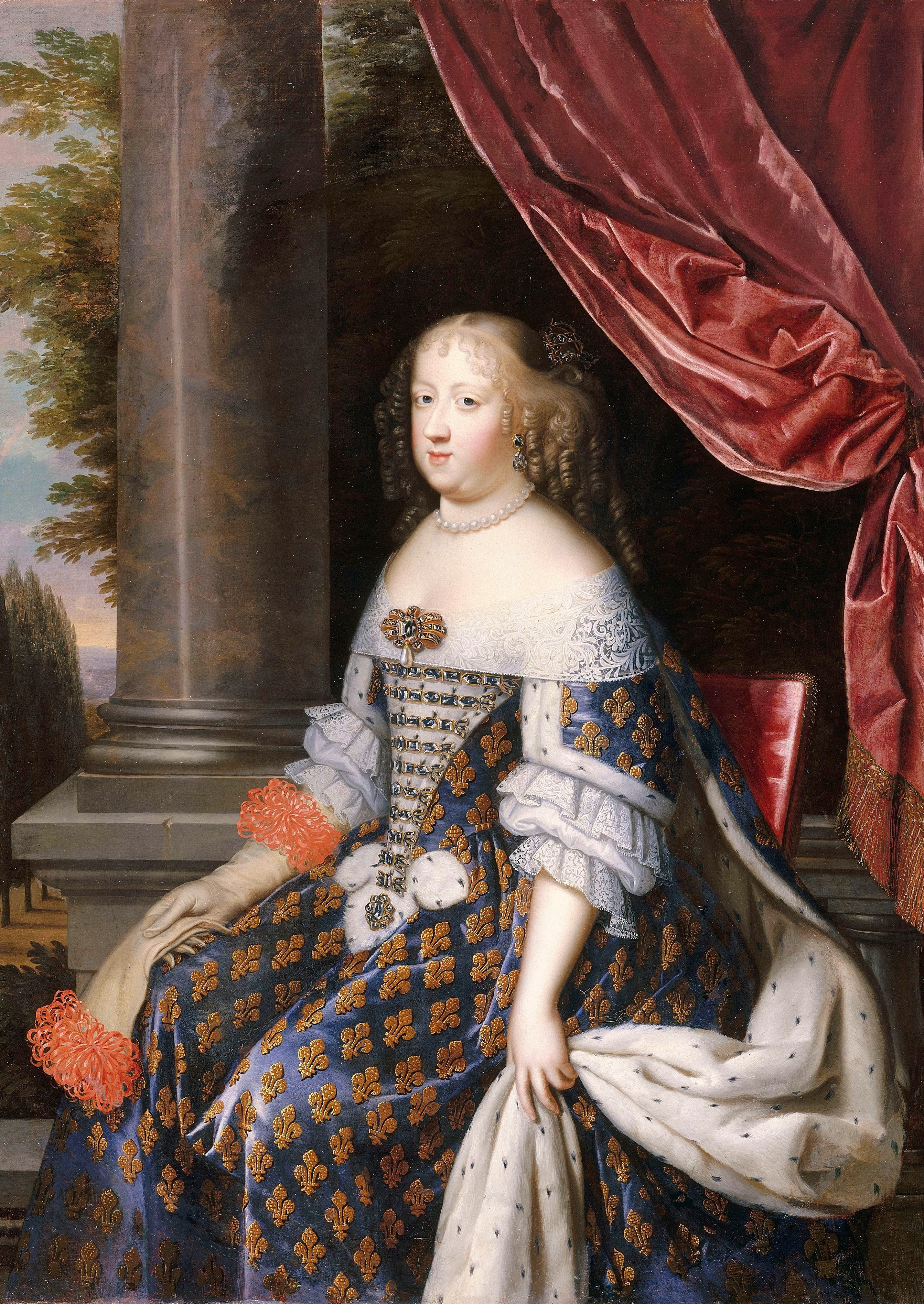
Maria Tereza a Spaniei, soția lui Ludovic al XIV-lea al Franței
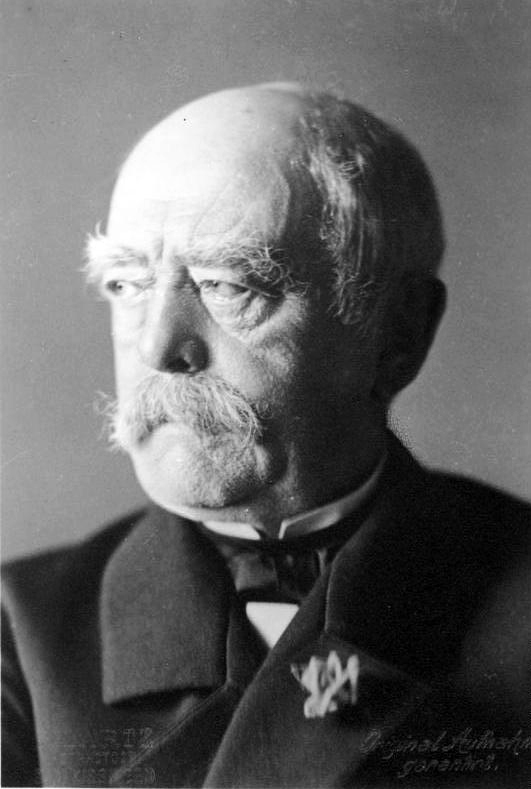
Otto von Bismark, cancelar german
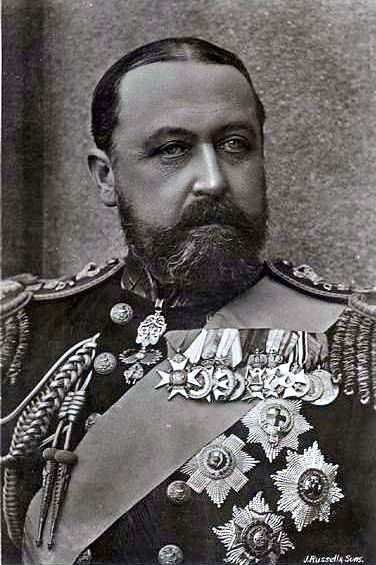
Alfred, Duce de Saxa-Coburg și Gotha, tatăl reginei Maria a României

- 1912: Împăratul Meiji, al 122-lea împărat al Japoniei (n. 1867)
- 1918: Hermann von Eichhorn, feldmareșal german prusac (n. 1848)
- 1936: Ion Borcea, om de știință, zoolog român (n. 1879)
- 1965: Jun'ichirō Tanizaki, scriitor japonez (n. 1886)
- 1996: Claudette Colbert, actriță americană (n. 1903)
- 1996: Constantin Teașcă, antrenor român de fotbal (n. 1922)
- 2007: Teoctist, Patriarh al Bisericii Ortodoxe Române (n. 1915)
- 2007: Ingmar Bergman, regizor suedez de teatru și film (n. 1918)
- 2007: Michelangelo Antonioni, regizor italian (n. 1912)
- 2019: Marcian Bleahu, geolog român (n. 1924)
- 2019: Florina Cercel, actriță română de teatru și film (n. 1943)
- 2020: J.M.A. Biesheuvel, 81 ani, scriitor olandez (n. 1939)
- 2021: Marina Scupra, cântăreață română (n. 1967)
- 2022: Nichelle Nichols, actriță americană (n. 1932)
- 2023: Paul Reubens, actor american (n. 1952)